# L'ultimo samurai (film 1967)
L'ultimo samurai (上意討ち 拝領妻始末?, Jôi-uchi - Hairyô tsuma shimatsu) è un film del 1967 diretto da Masaki Kobayashi.
La pellicola, interpretata da Toshiro Mifune, è considerata uno dei massimi capolavori del regista nipponico, che torna al cinema di samurai dopo il suo celebre Harakiri.

## Trama
Nel 1725 il daimyo Matsudaira Masakata, leader del clan Aizu, dietro suggerimento di un consigliere ordina a Sosabara Yogoro, figlio maggiore del proprio samurai Sosabara Isaburo, di sposare la propria concubina Ichi (dalla quale aveva precedentemente avuto un figlio). Nonostante il matrimonio sia combinato, Yogoro e Ichi si innamorano col tempo e avranno una figlia, Tomi. Questo rende felice Isaburo, che al contrario ha avuto un matrimonio privo di felicità con una moglie bisbetica.
Ma con la morte dell'erede al trono, il figlio avuto dal daimyo diventa il nuovo erede della famiglia Matsudaira, e Masakata ordina a Yogoro di restituirgli Ichi. Isaburo si ribella a questa decisione e rifiuta, schierandosi con il primogenito e la nuora; ma il fratello minore di Yogoro con un sotterfugio porta la cognata al castello del daimyo; Masakata ordina a Isaburo e Yogoro di commettere seppuku come punizione della loro "insolenza" nel ribellarsi al suo ordine. Isaburo risponde che lo farà solo dopo aver visto le teste di Masakata stesso e dei suoi due principali consiglieri. Sapendo bene cosa accadrà, Isaburo allontana il figlio minore con la moglie e tutta la servitù, restando da solo con Yogoro; padre e figlio rimuovono i tatami dal pavimento (per non scivolare sul sangue) e smontano i pannelli dei muri (per avere più spazio di manovra).
Il daimyo Masakata manda un suo attendente con venti samurai e Ichi alla casa dei Sosabara; qui l'uomo minaccia Ichi per farle rinunciare al matrimonio sotto la minaccia di una lancia, offrendo in cambio la commutazione della pena capitale per marito e suocero in esilio a vita in un tempio vicino al castello Matsudaira; ma la donna rifiuta e si getta volontariamente contro la lancia, morendo; Yogoro corre a prenderla tra le braccia e viene a sua volta ucciso; a questo punto, Isaburo uccide i samurai e poi l'inviato del suo signore che tentava di scappare.
Dopo aver seppellito figlio e nuora, Isaburo decide di appellarsi ad una autorità superiore, raccontando la sua storia e prende la piccola Tomi con sé per dirigersi alla capitale Edo, così da chiedere allo Shōgun di intervenire. Ma la via è sorvegliata dal grande rivale e amico di Isaburo,  Asano Tatewaki; Tatewaki ha ordine preciso di fermarlo e quindi i due si battono. Isaburo vince e uccide il suo vecchio amico, ma viene colpito da assassini nascosti armati di moschetto.
In fin di vita, Isaburo lamenta che nessuno verrà mai a sapere la storia dell'amore tra Yogoro e Ichi, di come esso lo abbia convinto ad opporsi al suo padrone; prima di spirare, prega la nipotina di diventare una brava donna come la madre e sposare un brav'uomo come il padre. La piccola Tomi resta sola con la balia che la conforta.

## Riconoscimenti
- Seminci 1968: Espiga de oro.